# Jovnna-Ánde Vest
Jovnna-Ánde Vest (* 14. Juni 1948 in Utsjoki, Finnland) ist ein samischsprachiger Schriftsteller aus Finnland.

## Leben und Werk
Jovnna-Ánde Vest wuchs in dem kleinen Dorf Roavesav nahe der norwegischen Grenze in der Kommune Tana auf. Sein 1988 erschienener Debüt-Roman Čáhcegáddái nohká boazobálggis (Der Rentierpfad endet am Ufer) erhielt zwei Verlagspreise. Bei seinem Erscheinen wurde eine Diskussion über die Gattungszugehörigkeit geführt, ob die Geschichte über seinen Vater als Fiktion oder als wahre Geschichte zu lesen sei. „Vest versucht, den Kern der mündlichen Erzählform zu erfassen, der im Verhältnis von Erzähltem zur Wahrheit gründet. In literarischer Rede hat er das historische Material fiktionalisiert, weshalb er Ereignisse, Personen und Zeit sowie die Erzählperspektive in anderer Weise gestalten konnte als in der Memoirenliteratur oder im mündlichen Diskurs.“
Themen seiner beiden folgenden Romane Kapteainna ruvsu (Die Rose des Kapitäns, 1991) und Eallinbihtát (Splitter des Lebens, 1992) sind unter anderen der durch Emigration entstandene Verlust der Identität und Gewalt, die vom Rassismus ausgeht.
Seine Trilogie Árbbolaččat besteht aus drei in den Jahren 1996, 2002 und 2005 erschienenen Romanen. Der dritte Band (Árbbolaččat goalmmát oassi) wurde ins Schwedische mit dem Titel Arvingarna III (Die Erben III) übersetzt und 2006 für den Literaturpreis des Nordischen Rates nominiert. Schauplatz der Handlung, die von den späten 1950er Jahren bis zum Anfang der 1980er Jahre reicht, ist das entlegene Sami-Dorf Máhtebáiki auf der finnischen Seite des Flusses Deatnu. Vest beschreibt, wie die großen Veränderungen der Zeit sich auf die Lebensweise und -bedingungen der Einwohner auswirken und wie die Menschen versuchen, damit zurechtzukommen.
Vest schreibt in Nordsamisch. Er verfasst Artikel zu nordsamischen Themen und ist auch als Übersetzer tätig. Der Autor lebt seit langem in Paris.

## Veröffentlichungen
- 1988: Čáhcegáddái nohká boazobálggis
- 1991: Kapteainna ruvsu
- 1992: Eallinbihtát
- 1996: Árbbolaččat 1
- 2002: Árbbolaččat 2
- 2005: Árbbolaččat 3
- 2015: Astrid ja Anton

Übersetzungen
- 1988: Vabaek Maliaraq: Katrine muitalus
- 2011: Rosa Liksom: Ovtta ija bissehat

Wörterbücher
- 1995: Synonymasátnegirji
- 2005: Sámi synonymat